# Spoorlijn Bad Zwischenahn - Edewachterdamm
De Spoorlijn Bad Zwischenahn - Edewachterdamm was een normaalsporige spoorlijn tussen Bad Zwischenahn en Edewachterdamm in Nedersaksen.

## Geschiedenis
De lijn werd geopend door de Großherzoglich Oldenburgische Eisenbahn tussen Bad Zwischenahn en Edewecht op 15 december 1912. Op 1 oktober 1920 was de lijn verlengd tot Edewechterdamm. In 1950 werd het personenvervoer opgeheven. Tot 1991 was de spoorlijn in gebruik voor goederenvervoer, daarna is de lijn gesloten en opgebroken.